# Melithaea fragilis
Melithaea fragilis är en korallart som först beskrevs av Wright och Studer 1889.  Melithaea fragilis ingår i släktet Melithaea och familjen Melithaeidae. Inga underarter finns listade i Catalogue of Life.